# District de Lawngtlai
Le district de Lawngtlai est un district de l'état du Mizoram, en Inde.

## Géographie
Au recensement de 2011, sa population compte 117 894 habitants.
Son chef-lieu est la ville de Lawngtlai. 